# Musch & Lun
Musch & Lun – Bureau für Architektur & Ingenieurbau in Meran, geleitet vom Baumeister Josef Musch (1852–1928) und Ingenieur Carl Lun (1853–1925), war von ca. 1880 bis 1930 ein in künstlerischer und technologischer Hinsicht dominierendes Bauunternehmen in Südtirol.
Neben seiner Tätigkeit als Unternehmer war insbesondere Carl Lun auch in verschiedenen Vereinigungen und in der Politik tätig – beides Bereiche, in denen er sich unermüdlich für Aufgaben der Stadtplanung und für die Verwirklichung von Bauten und Projekten einsetzte, welche die wirtschaftliche und soziale Entwicklung Merans und Südtirols förderten. Musch & Lun waren also nicht nur Bauunternehmer, sondern einflussreiche Entrepreneure mit internationalen Netzwerken, von denen wertvolle Impulse für die Realisierung nachhaltig wirksamer wirtschaftlicher und sozialer Initiativen ausgingen.

## Tätigkeit

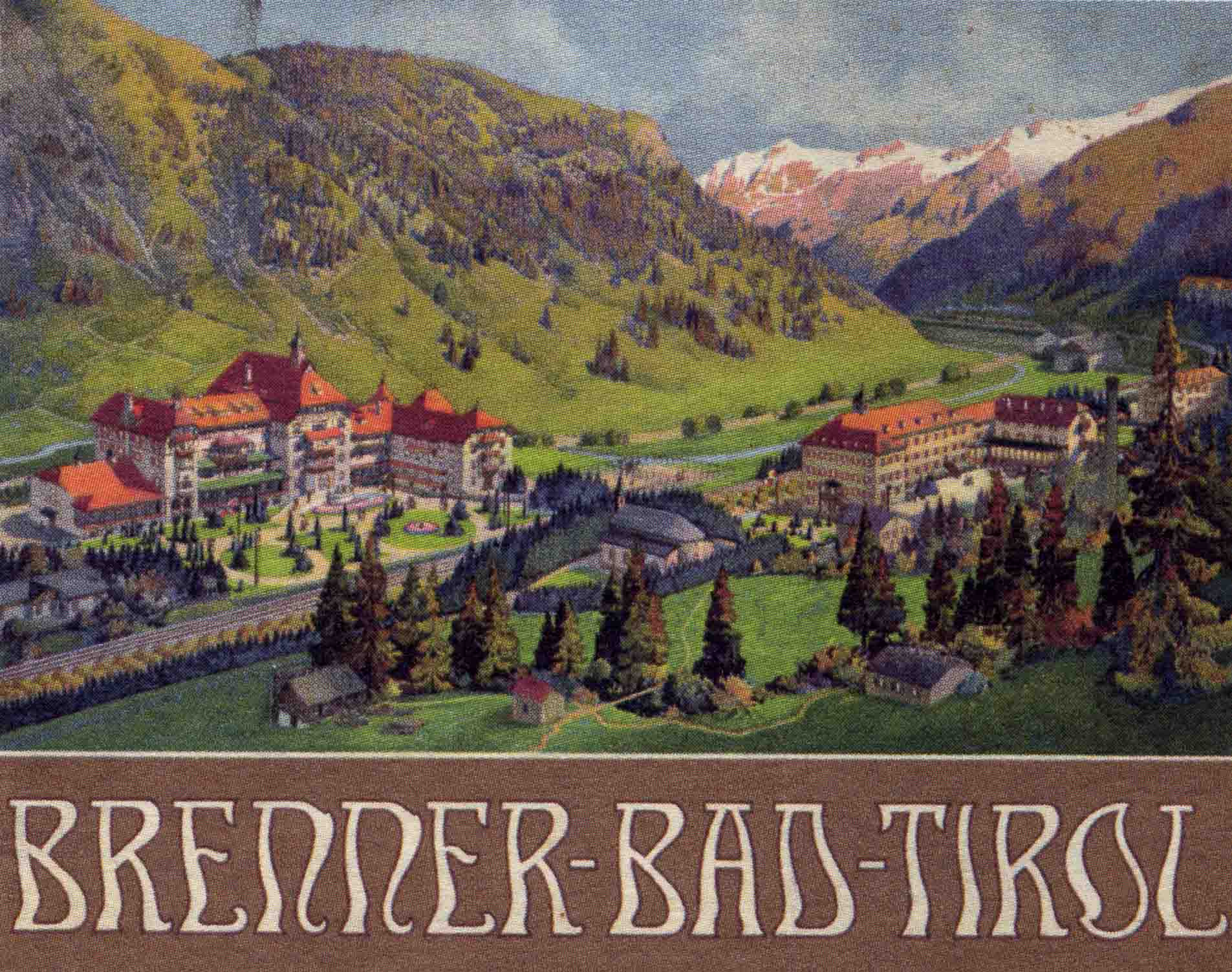
Hotel Brennerbad, Brenner, 1900/01 (Abbildung aus einem Prospekt)

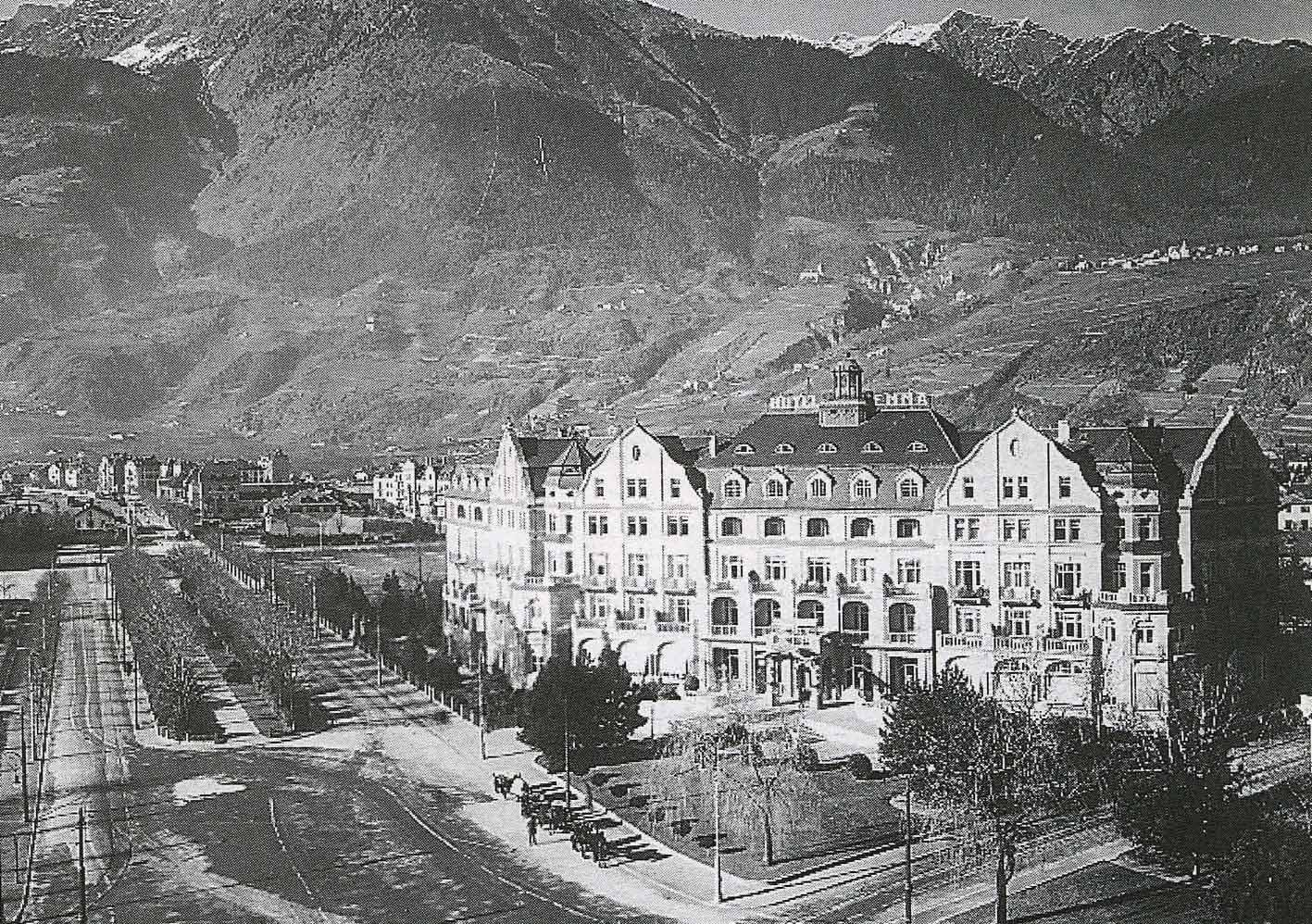
Hotel Emma, Mazziniplatz, Meran (1908; Entwurf von Gustav Birkenstaedt, ausgeführt durch Musch & Lun)

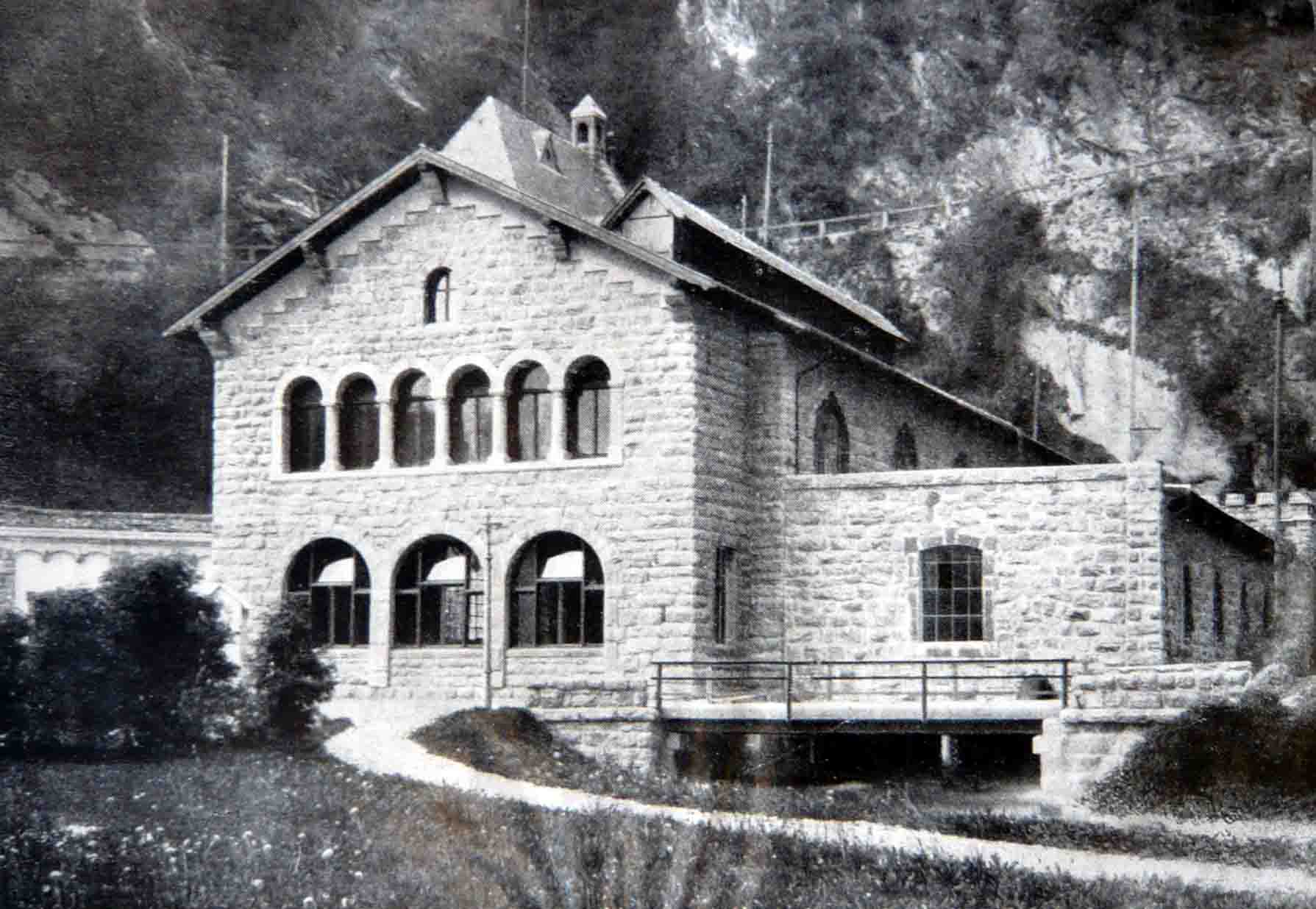
Kraftwerk Töll der Etschwerke, Algund (1897/98)

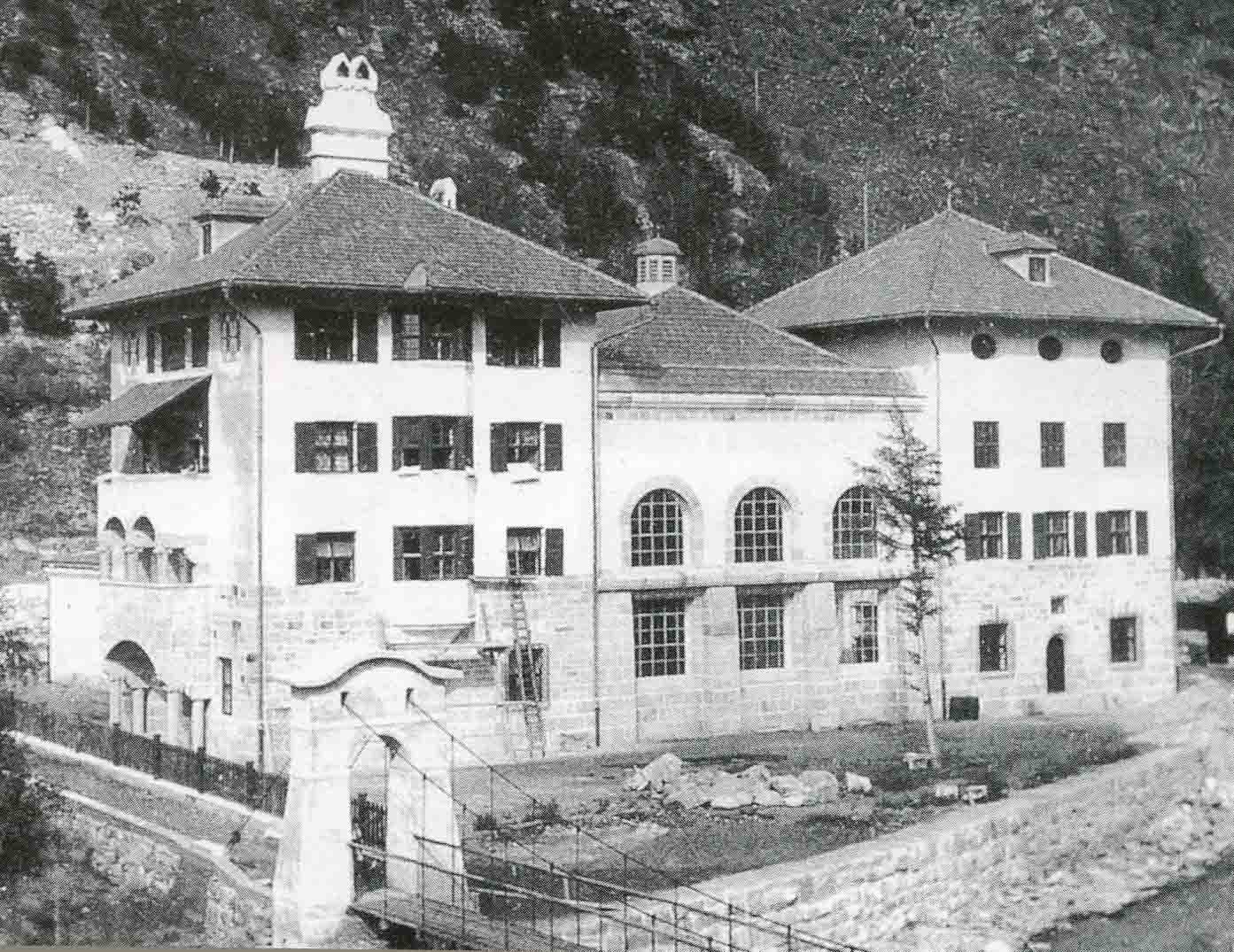
Kraftwerk Schnalstal, Naturns (1910)

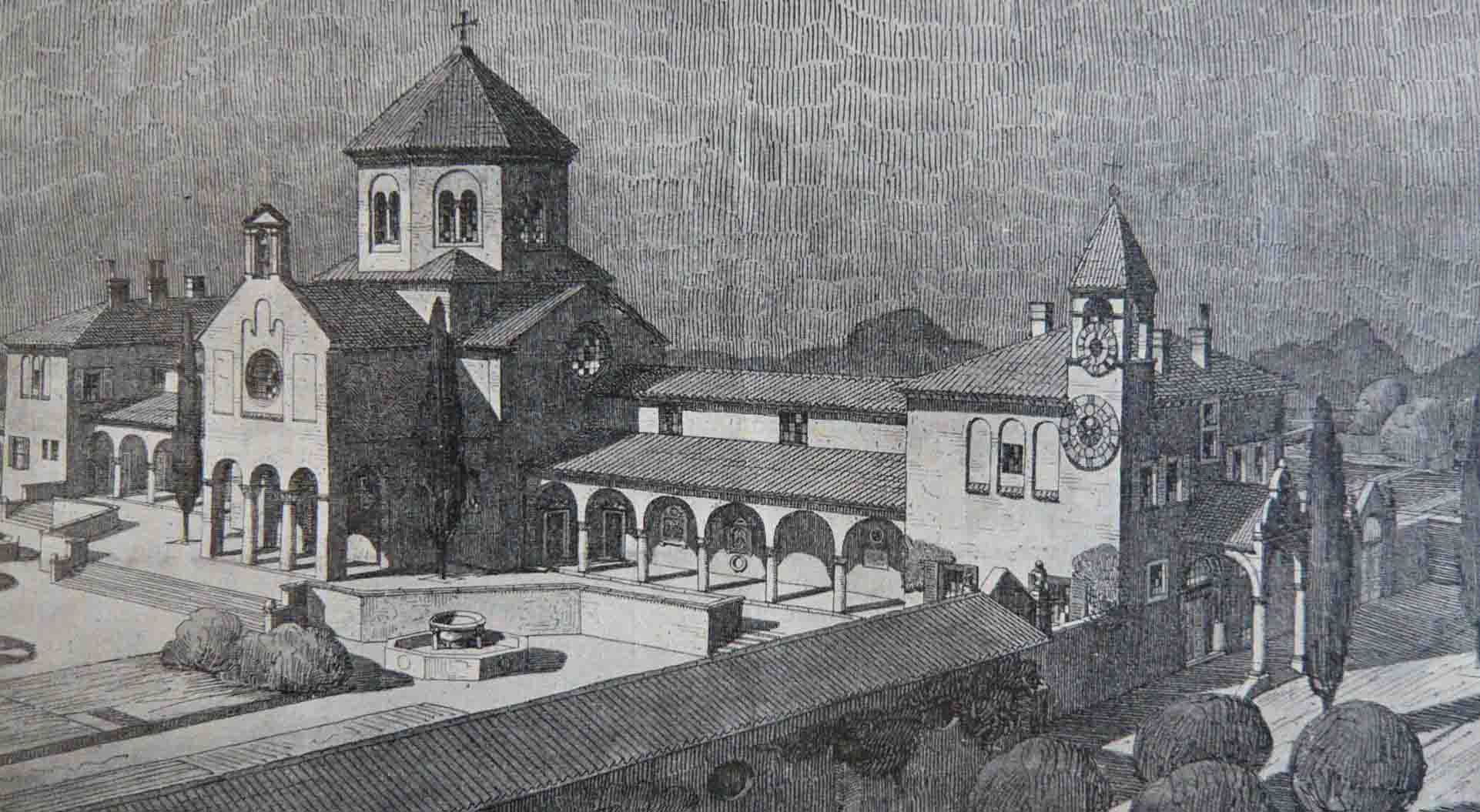
Friedhof, Meran (1907–1908, nach Plänen von Josef Schmitz aus Nürnberg)

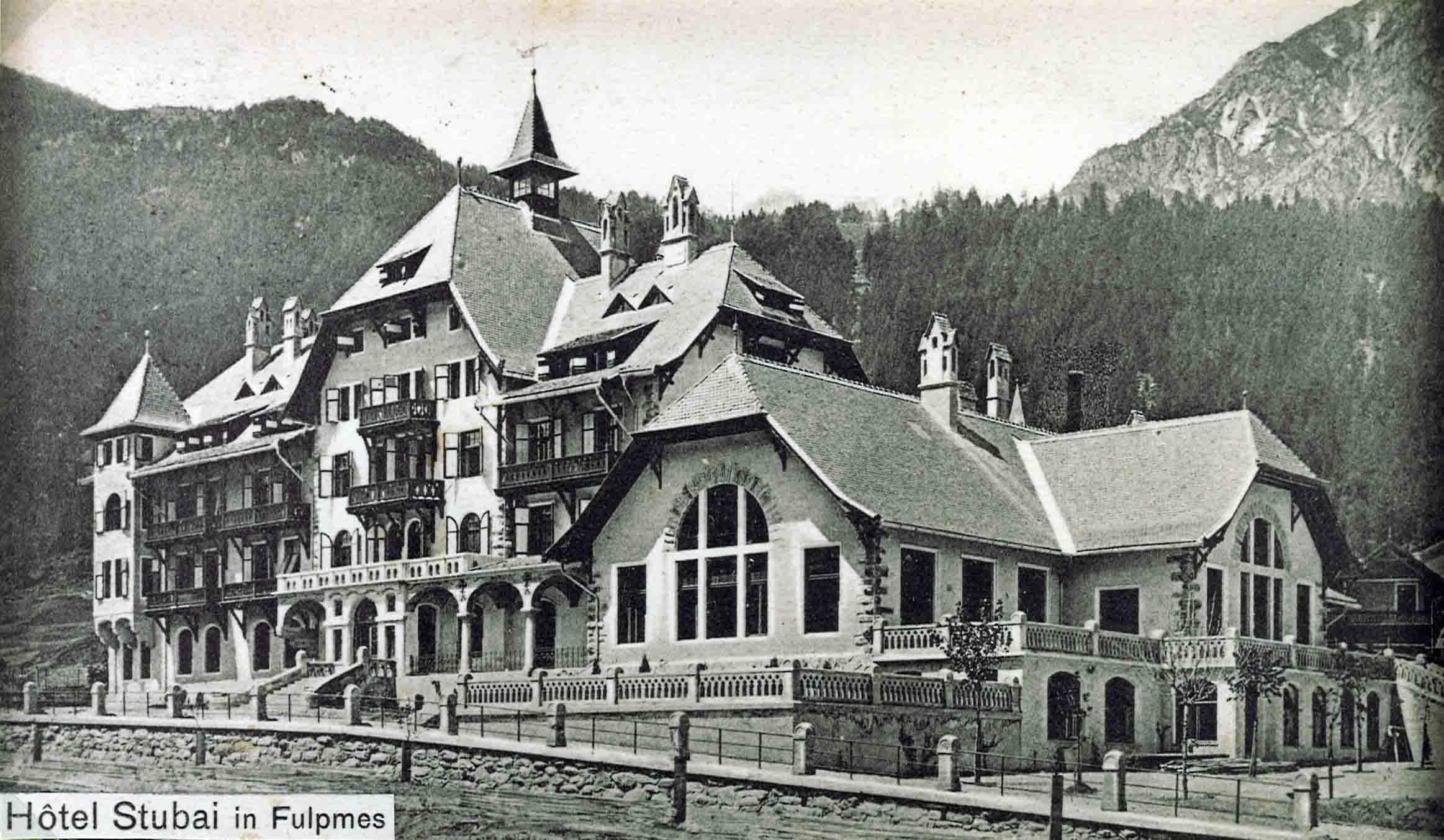
Grandhotel Stubai, Fulpmes (Nordtirol), 1904, Quelle: Archiv der Gemeinde Fulpmes

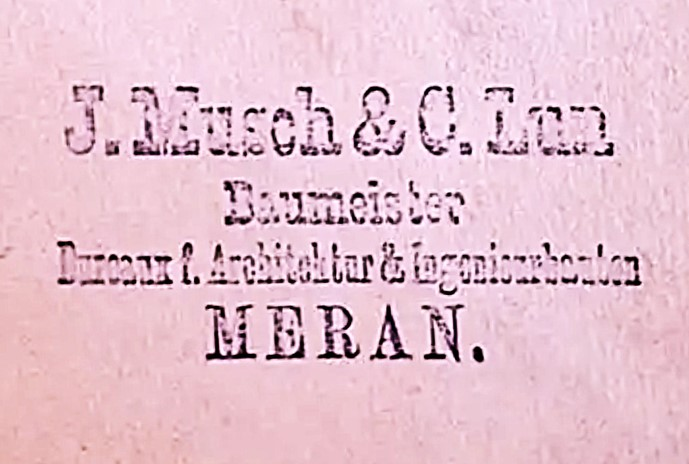
Stempelaufdruck des Architekturbüros Musch & Lun

Das Architektenbüro entwarf und realisierte in der langen Periode von ca. 1880 bis 1930 nicht nur eigene Projekte, sondern setzte als Baufirma auch solche freischaffender Architekten aus dem In- und Ausland um.
Durch ihre Zusammenarbeit mit verschiedenen Architekturbüros konnten Musch & Lun aktuelle gestalterische Strömungen rasch aufnehmen und u. a. ganze Stadtteile von Meran bzw. das Erscheinungsbild der Tourismusarchitektur in Südtirol maßgeblich prägen. Die Architekten bedienten sich in ihrer Architektursprache einer regionalen Ausprägung des Historismus.
Über ihre Tätigkeit als Bureau im engeren Sinn hinaus agierten Musch & Lun auch auf anderen Gebieten in der Südtiroler Öffentlichkeit, wobei sie privatwirtschaftliche Interessen ebenso verfolgten wie allgemeine öffentliche. In einem wörtlich gründerzeitlichen Sinn erkannten sie Chancen für den Fortschritt Südtirols und verwirklichten Vorhaben, die auf vielen, zum Teil höchst unterschiedlichen Ebenen die Entwicklung der Region förderten. Für die Umsetzung solcher Projekte nutzten sie ihre gesellschaftliche Stellung, ihren wirtschaftlichen Erfolg und ihren politischen Einfluss. Nicht zuletzt verfügten sie über weit über die Region hinausreichende Kontakte. Diese Netzwerke aktivierten sie für ihre weitsichtig geplanten Entrepreneurships bzw. für die Implementierung von Innovationen. Beispielsweise erhielten sie durch ihre gute Verbindung zu federführenden Ingenieuren ihrer Zeit (z. B. Oskar von Miller und Josef Riehl) Zugang zu neuesten technischen Errungenschaften, wobei gerade die Entwicklung der Elektrizitätswirtschaft in Südtirol untrennbar mit dem Namen Musch & Lun verbunden ist.
Darüber hinaus war ihre gute Vernetzung mit tonangebenden Wirtschaftstreibenden dafür verantwortlich, dass sie sowohl Großprojekte als auch kleinere Bauvorhaben verwirklichen konnten. Musch & Lun waren an der Projektentwicklung und Errichtung von Tourismusbauten beteiligt, wobei die Ausführung bzw. Ausstattung ihrer Hotels dem neuesten Stand der Technik entsprach. Aber auch bei kleineren Bauten setzten sie sich für die Aufnahme neuer Technologien in Projekte ein, z. B. bei der Planung innovativer elektrischer Kühlverfahren für eine lokale Metzgerei.
Musch & Lun reagierten in ihrer Tätigkeit aber nicht nur auf sich verändernde Wirtschafts- und Produktionsbedingungen, um für ihr eigenes Unternehmen Marktvorteile zu gewinnen. Sie bemühten sich auch um die Verwirklichung von Vorhaben, die in Zusammenhang mit allgemeinen sozialen Entwicklungen standen. Beispielsweise setzten sie sich im Vorfeld der Errichtung des von ihnen realisierten Meraner Krankenhauses (1902–1905) intensiv mit den neuesten internationalen Standards auf den Gebieten der Hygiene, der Desinfektion und der Gesundheitsprävention auseinander. Dazu unternahmen sie Informationsreisen in verschiedene Städte der Donaumonarchie und Bayerns.

## Bauten
Zu den wichtigsten von Musch & Lun realisierten Bauten und Projekten zählen:
Öffentliche Aufträge (Hoch- und Tiefbauprojekte)
- 1881: Andreas-Hofer-Kaserne in Meran (wahrscheinlich der erste Auftrag von Musch & Lun)
- 1892: Volksschauspieltheater in Meran
- 1897–1898: Wasserkraftwerk Töll der Etschwerke in Algund
- 1900/01: Synagoge Meran[8]
- 1902–1905: Krankenhaus in Meran
- 1906: Schlachthaus in Meran
- 1907–1908: Friedhof in Meran (nach Plänen von Josef Schmitz aus Nürnberg)
- 1910: Wasserkraftwerk Naturns
- 1914: Regulierung der Etsch von der Töll bis zur Passermündung

Private Aufträge (zumeist gesamtheitliche Planungen vom Bau bis zur Inneneinrichtung)
- 1894–1896: Hotel Karersee (Wiederaufbau nach Brand, 1910–1912)[9]
- 1896/1897: Rosengartenhof für Anton Dejori, Karerpass[10]
- 1898–1900: Hotel Plätzwiese für Hans Leipold[11]
- 1900–1902: Hotel Brennerbad in Brennerbad am Brennerpass[12]
- 1902–1904: Hotel Stubai für Josef Riehl, Fulpmes im Stubaital[13]
- 1905–1907: Hotel Oberbozen (Hotel Holzner) auf dem Ritten[14]
- 1907–1909: Dolomitenhaus Canazei (heute: Hotel Canazei) für den "Deutschen Verein für Dolomitenhäuser Gesellschaft mit beschränkter Haftung", Canazei[15]
- 1908: Hotel Emma[16] in Meran (in Zusammenarbeit mit Gustav Birkenstaedt)
- 1909: Sparkassengebäude in Bruneck am Graben
- Zahlreiche Villen, Ferienhäuser, Gewerbebetriebe und Geschäftslokale[17]

Weitere Gebäude von Musch & Lun in Meran sind auf der Liste der Baudenkmäler in Meran und auf der Liste der geschützten Ensembles in Meran.

## Stadt- und Regionalentwicklung
- Musch & Lun waren beteiligt an der Einführung neu aufkommender Verkehrsmittel (Lokalbahn, Eisenbahn) und engagierten sich damit einhergehend bei der Realisierung von Stadtentwicklungskonzepten. Auf Betreiben von Musch & Lun wurde 1896 Theodor Fischer mit der Entwicklung von Baulinienplänen betraut.
- Musch & Lun setzten sich für die Nutzung der Wasserkraft zur Erzeugung elektrischer Energie ein und wirkten maßgeblich bei der Gründung der Etschwerke zur Stromvermarktung mit. Besonders hervorzuheben sind auch die Leistungen von Musch & Lun in Verbindung mit der Lösung neu aufkommender Bauaufgaben wie der Hochbauten für Kraftwerke.
- Musch & Lun hatten entscheidenden Anteil an der touristischen Erschließung Südtirols auf den Gebieten des Erholungs- und Kurtourismus. Neben der Realisierung von Spitzenleistungen auf dem Gebiet des Hotelbaus (Hotel Brennerbad, Hotel Karersee, Hotel Emma u. v. a.) und ihrer Ausstattung nach den neuesten technischen Standards dürften Musch & Lun auch auf dem Gebiet der touristischen Projektentwicklung und als Investoren tätig gewesen sein.
- Musch & Lun wirkten an gemeinnützigen Projekten mit, vor allem in Zusammenhang mit der Verbesserung sanitärer und medizinischer Standards (Desinfektionsanstalt, Krankenhaus Meran, Schlachthof etc.).
- Musch & Lun engagierten sich auf dem Gebiet der kulturellen Entwicklung der Kurstadt Meran, vor allem im Theaterbereich (Bau temporärer Bühnen, entscheidender Anteil an der Verwirklichung des Stadttheaters Meran).

Das Büro Musch & Lun war zudem eine Ausbildungsstätte für angehende Architekten. Unter den Architekten, die hier ausgebildet wurden, sind u. a. die Nordtiroler Theodor Prachensky (1888–1970) und Franz Baumann (1892–1974) zu nennen.